# 新庄直忠
新庄 直忠（しんじょう なおただ）は、戦国時代から江戸時代前期にかけての武将。近江国新庄城主。近江国朝妻城主新庄直昌の次男、新庄直頼の弟。

## 略歴
天文11年（1542年）、近江国坂田郡朝妻城主・新庄直昌の次男として誕生。
天文18年（1549年）、父・直昌が江口の戦いで戦死、近江国新庄城主となった（朝妻城は兄の直頼が相続）。はじめ室町幕府12代将軍・足利義晴に仕えたというが、義晴が天文19年（1550年）に死去しているので、真偽は不明。後に織田信長、次いで豊臣秀吉に仕えた。天正11年（1583年）、近江浅井郡に200石の所領を与えられた。この頃、「東玉入道」と称して剃髪している。
天正19年（1591年）に近江蒲生郡で250石、文禄2年（1593年）に近江坂田郡で300石を加増された。さらに文禄4年（1595年）11月には1万900石余りを加増されて、都合1万4600石を領した。文禄元年（1592年）の文禄の役では朝鮮に渡海している。
秀吉の没後は、京都に病と称して隠棲。慶長5年（1600年）の関ヶ原の戦いでは西軍に属して所領没収となったが、徳川家康に接近していた為、後に近江坂田郡柏原に知行を得た。
天正19年9月、枯死した近江・唐崎の松を植え替えて景勝の保存に尽力するなど兄・直忠ともに文武に優れ、人倫を弁じた武士として賞賛された。
元和6年（1620年）1月25日に死去。享年79。